# Itogon
Itogon ist eine philippinische Stadtgemeinde in der Provinz Benguet. Sie hat 59.820 Einwohner (Zensus 1. August 2015).

## Baranggays
Itogon ist politisch unterteilt in neun Baranggays.
- Ampucao
- Dalupirip
- Gumatdang
- Loacan
- Poblacion (Central)
- Tinongdan
- Tuding
- Ucab
- Virac